# 米烈汉
米烈汉（1950年—），汉族，中华人民共和国政治人物、第十一届全国政协委员。
加入九三学社，担任九三学社中央委员、陕西省委副主委、陕西省中医药研究院文献信息所所长。2008年，当选第十一届全国政协委员，代表九三学社，分入第十二组。